# 라드엉
라드엉(Lã Đường, 927년 ~ 968년)는 십이사군 중의 한 사군이다. 라따꽁(呂佐公, Lã Tá công)이라 불린다.
지장(Tế Giang → 현대의 흥옌성 반장현)을 점령했다. 나중에 딘보린에 패했다.